# وزارة البنية التحتية (بولندا)
وزارة البنية التحتية (بالبولندية: Ministerstwo Infrastruktury)‏ وزارة في حكومة بولندا. يقع المقر الرئيسي للوزارة في وارسو.

## وصلات خارجية
- وزارة البنية التحتية
- وزارة البنية التحتية باللغة البولندية